# Han Song (escritor)
Han Song 韩松 (Chino) es un escritor chino de ciencia ficción nacido en 1965 en Chongqing. Han trabaja como periodista para la Agencia Estatal de Noticias Xinhua .  Su primera colección de cuentos, Lápida del Universo (宇宙墓碑) se publicó en 1981 en la revista taiwanesa Huanxiang. Esperó diez años para publicarse en la República Popular China porque los editores encontraron su tono demasiado oscuro. 
Han Song ha recibido seis veces el Premio Chinese Galaxy de ficción. El LA Times lo describió como el principal escritor de ciencia ficción de China. 

## Obra
Según el China Daily, el escritor se describe a sí mismo como un "nacionalista acérrimo de corazón" y sus obras critican el deseo de China de occidentalizarse lo más rápido posible. Según Los Angeles Times, "si el autor critica a un Estados Unidos engreído, tampoco tiene miedo de satirizar despiadadamente a una China extralimitada". La mayoría de sus obras están prohibidas en China continental.

## Selección de obras
- My Homeland Does Not Dream, cuyo tema es el Estado drogando a la gente para que trabaje mientras duerme. [3]
- 2066: Red Star Over America (2000), que describe el colapso de Estados Unidos en un mundo dominado por China. [3]
- Red Ocean (2004)
- Subway (2010), una novela sobre viajeros espaciales chinos que regresan a un metro postapocalíptico de Beijing. [4]
- Hospital Trilogy, título original 医院三部曲 ( Pinyin yīyuàn sānbùqǔ ):
  - Hospital, título original 医院 (Pinyin yīyuàn ), publicado en chino en junio de 2016, publicado en inglés el 1 de marzo de 2023
  - Exorcism, título original 驱魔 (Pinyin qūmó ), publicado en chino en mayo de 2017, publicado en inglés el 28 de noviembre de 2023
  - Dead Souls, título original 亡灵 (Pinyin wánglíng ), publicado en chino en mayo de 2018, previsto publicarse en inglés en 2024.

Una historia corta de Han, The Wheel of Samsara, se publicó traducida al inglés en The Apex Book of World SF de 2009, editado por Lavie Tidhar . 